# Перерост (Городнянский район)
Перерост (укр. Перерост) — село, Моложавский сельский совет, Городнянский район,
Черниговская область, Украина.
Код КОАТУУ — 7421486408. Население по переписи 2001 года составляло 12 человек.

## Географическое положение
Село Перерост находится на расстоянии в 2,5 км от села Черецкое.
Село окружено большим лесным массивом.